# Alessandro III (patriarca di Antiochia)
Alessandro III (nato Iskandar ben Mikhael Tahan; Damasco, 9 maggio 1869 – 17 giugno 1958) è stato un patriarca della Chiesa greco-ortodossa di Antiochia e di tutto l'Oriente, in carica dal 1928 al 1958.

## Biografia
Iskandar ben Mikhael Tahan, figlio di Michael Tahan e di sua moglie Labibah, nacque in una pia famiglia di fede ortodossa, devota alle tradizioni e alla proprpia nazione.
Fu il terzo Patriarca di discendenza araba eletto negli ultimi secoli.
Nel 1905 ricevette la consacrazione episcopale nella Cattedrale Mariamita di Damasco pe rimposizione delle mani del Patriarca Melezio II (Doumani) e dei vescovi della Chiesa di Antiochia. Il 31 gennaio fu assegnato come metropolita della diocesi di Tripoli e Al-Koura, succedendo al vescovo che era stato eletto Patriarca Gregorio IV. 

In occasione del 300º anniversario dell'ascesa dei Romanov al trono di Russia e della fondazione dell'impero, Gregorio IV era stato inviato a presenziare alla cerimonia del 2 febbraio 1913. Lo zar Nicola II insignì con una medaglia il patriarca e il Metropolita Alessandro Tahan che lo assisteva.
Alla morte di Gregorio Iv Haddad il 12 dicembre 1928, si verificò uno scisma, durante il quale furono eletti contemporaneamente due patriarchi arabi. Al Monastero di San Giorgio nella Valle dei Cristiani fu eletto il Metropolita Arsenio (Haddad) di Latakia, sostenuto da Beirut e dal Mandato francese; invece, il 12 dicembre 1928 il Santo Sinodo dei Vescovi elesse Tahan patriarca di Antiochia. Quest'ultimo, favorito dai nazionalisti arabi e da Damasco, fu intronizzato dal Sinodo dei Vescovi nella Cattedrale Mariamita della capitale siriana. Dopo l'intronizzazione, assunse il titolo di Patriarca di Antiochia e di tutto l'Oriente, con il nome di Alessandro III.
Il suo pontificato fu determinante per la rivitalizzazione delle chiese e monasteri essitenti nel patriarcato, così come per la rinascita dell'antica Scuola teologica patriarcale di Balamand.
Dopo essersi consultato con i capi delle chiese autocefale, il 31 maggio 1958 autorizzò il metropolita Antony Bashir ad introdurre il rito occidentale nell'arcidiocesi antiochena degli Stati Uniti.